# Mistrovství světa juniorů v orientačním běhu 1992
Jyväskylä
3. Mistrovství světa juniorů v orientačním běhu proběhlo ve Finsku ve dnech 7. až 13. července 1992. Centrum závodů JMS bylo poblíž města Jyväskylä.

## Závod na krátké trati (Middle)

### Výsledky závodu na krátké trati (Middle)
| Muži                                                                                      | Muži                                                                                      | Muži                                                                                      | Muži                                                                                      | Muži                                                                                      | Ženy                                                                                     | Ženy                                                                                     | Ženy                                                                                     | Ženy                                                                                     | Ženy                                                                                     |
| ----------------------------------------------------------------------------------------- | ----------------------------------------------------------------------------------------- | ----------------------------------------------------------------------------------------- | ----------------------------------------------------------------------------------------- | ----------------------------------------------------------------------------------------- | ---------------------------------------------------------------------------------------- | ---------------------------------------------------------------------------------------- | ---------------------------------------------------------------------------------------- | ---------------------------------------------------------------------------------------- | ---------------------------------------------------------------------------------------- |
| - Traťové parametry: 3,6 km, 10 kontrol, 145 převýšení - Mapa: Hitonhauta 1 : 10000 E 5 m | - Traťové parametry: 3,6 km, 10 kontrol, 145 převýšení - Mapa: Hitonhauta 1 : 10000 E 5 m | - Traťové parametry: 3,6 km, 10 kontrol, 145 převýšení - Mapa: Hitonhauta 1 : 10000 E 5 m | - Traťové parametry: 3,6 km, 10 kontrol, 145 převýšení - Mapa: Hitonhauta 1 : 10000 E 5 m | - Traťové parametry: 3,6 km, 10 kontrol, 145 převýšení - Mapa: Hitonhauta 1 : 10000 E 5 m | - Traťové parametry: 2,8 km, 8 kontrol, 115 převýšení - Mapa: Hitonhauta 1 : 10000 E 5 m | - Traťové parametry: 2,8 km, 8 kontrol, 115 převýšení - Mapa: Hitonhauta 1 : 10000 E 5 m | - Traťové parametry: 2,8 km, 8 kontrol, 115 převýšení - Mapa: Hitonhauta 1 : 10000 E 5 m | - Traťové parametry: 2,8 km, 8 kontrol, 115 převýšení - Mapa: Hitonhauta 1 : 10000 E 5 m | - Traťové parametry: 2,8 km, 8 kontrol, 115 převýšení - Mapa: Hitonhauta 1 : 10000 E 5 m |
| Umístění                                                                                  | Země                                                                                      | Jméno                                                                                     | Čas                                                                                       | Ztráta                                                                                    | Umístění                                                                                 | Země                                                                                     | Jméno                                                                                    | Čas                                                                                      | Ztráta                                                                                   |
|                                                                                           | Finsko                                                                                    | Mikko Lepo                                                                                | 0:23:58                                                                                   |                                                                                           |                                                                                          | Polsko                                                                                   | Barbara Bączeková                                                                        | 0:24:44                                                                                  |                                                                                          |
|                                                                                           | Norsko                                                                                    | Bernt Bjørnsgaard                                                                         | 0:24:11                                                                                   | + 0:00:13                                                                                 |                                                                                          | Finsko                                                                                   | Riitta Korpelaová                                                                        | 0:25:01                                                                                  | + 0:00:17                                                                                |
|                                                                                           | Švédsko                                                                                   | Joakim Carlsson                                                                           | 0:24:39                                                                                   | + 0:00:41                                                                                 |                                                                                          | Norsko                                                                                   | Elisabeth Ingvaldsenová                                                                  | 0:25:06                                                                                  | + 0:00:22                                                                                |
| 4.                                                                                        | Dánsko                                                                                    | Chris Terkelsen                                                                           | 0:24:44                                                                                   | + 0:00:46                                                                                 | 4.                                                                                       | Norsko                                                                                   | Miri Jørgensenová                                                                        | 0:25:24                                                                                  | + 0:00:40                                                                                |
| 5.                                                                                        | Švédsko                                                                                   | Johan Näsman                                                                              | 0:24:51                                                                                   | + 0:00:53                                                                                 | 5.                                                                                       | Nový Zéland                                                                              | Tania Robinsonová                                                                        | 0:25:25                                                                                  | + 0:00:41                                                                                |
| 6.                                                                                        | Finsko                                                                                    | Mikko Vehmas                                                                              | 0:25:03                                                                                   | + 0:01:05                                                                                 | 6.                                                                                       | Finsko                                                                                   | Satu Mäkitammiová                                                                        | 0:25:28                                                                                  | + 0:00:44                                                                                |

## Závod na klasické trati (Long)

### Výsledky závodu na klasické trati (Long)
| Muži                                                                                    | Muži                                                                                    | Muži                                                                                    | Muži                                                                                    | Muži                                                                                    | Ženy                                                                                    | Ženy                                                                                    | Ženy                                                                                    | Ženy                                                                                    | Ženy                                                                                    |
| --------------------------------------------------------------------------------------- | --------------------------------------------------------------------------------------- | --------------------------------------------------------------------------------------- | --------------------------------------------------------------------------------------- | --------------------------------------------------------------------------------------- | --------------------------------------------------------------------------------------- | --------------------------------------------------------------------------------------- | --------------------------------------------------------------------------------------- | --------------------------------------------------------------------------------------- | --------------------------------------------------------------------------------------- |
| - Traťové parametry: 9,87 km, 17 kontrol, 245 m převýšení. - Mapa: Himos 1:15 000 E= 5m | - Traťové parametry: 9,87 km, 17 kontrol, 245 m převýšení. - Mapa: Himos 1:15 000 E= 5m | - Traťové parametry: 9,87 km, 17 kontrol, 245 m převýšení. - Mapa: Himos 1:15 000 E= 5m | - Traťové parametry: 9,87 km, 17 kontrol, 245 m převýšení. - Mapa: Himos 1:15 000 E= 5m | - Traťové parametry: 9,87 km, 17 kontrol, 245 m převýšení. - Mapa: Himos 1:15 000 E= 5m | - Traťové parametry: 6,09 km, 12 kontrol, 175 m převýšení. - Mapa: Himos 1:15 000 E= 5m | - Traťové parametry: 6,09 km, 12 kontrol, 175 m převýšení. - Mapa: Himos 1:15 000 E= 5m | - Traťové parametry: 6,09 km, 12 kontrol, 175 m převýšení. - Mapa: Himos 1:15 000 E= 5m | - Traťové parametry: 6,09 km, 12 kontrol, 175 m převýšení. - Mapa: Himos 1:15 000 E= 5m | - Traťové parametry: 6,09 km, 12 kontrol, 175 m převýšení. - Mapa: Himos 1:15 000 E= 5m |
| Umístění                                                                                | Země                                                                                    | Jméno                                                                                   | Čas                                                                                     | Ztráta                                                                                  | Umístění                                                                                | Země                                                                                    | Jméno                                                                                   | Čas                                                                                     | Ztráta                                                                                  |
|                                                                                         | Švédsko                                                                                 | Johan Näsman                                                                            | 0:57:14                                                                                 |                                                                                         |                                                                                         | Polsko                                                                                  | Barbara Bączeková                                                                       | 0:43:19                                                                                 |                                                                                         |
|                                                                                         | Dánsko                                                                                  | Chris Terkelsen                                                                         | 0:58:15                                                                                 | + 0:01:01                                                                               |                                                                                         | Finsko                                                                                  | Johanna Tiiraová                                                                        | 0:44:17                                                                                 | + 0:00:58                                                                               |
|                                                                                         | Švédsko                                                                                 | Fredrik Löwegren                                                                        | 0:58:23                                                                                 | + 0:01:09                                                                               |                                                                                         | Norsko                                                                                  | Hanne Staffová                                                                          | 0:44:43                                                                                 | + 0:01:24                                                                               |
| 4                                                                                       | Finsko                                                                                  | Mikko Vehmas                                                                            | 1:00:30                                                                                 | + 0:03:16                                                                               | 4                                                                                       | Švédsko                                                                                 | Hanna Larssonová                                                                        | 0:45:27                                                                                 | + 0:02:08                                                                               |
| 5                                                                                       | Norsko                                                                                  | Geir Solerød                                                                            | 1:00:57                                                                                 | + 0:03:43                                                                               | 4                                                                                       | Finsko                                                                                  | Riitta Korpelaová                                                                       | 0:45:27                                                                                 | + 0:02:08                                                                               |
| 6                                                                                       | Finsko                                                                                  | Tommi Tölkkö                                                                            | 1:01:01                                                                                 | + 0:03:47                                                                               | 6                                                                                       | Švédsko                                                                                 | Maria Sandströmová                                                                      | 0:45:35                                                                                 | + 0:02:16                                                                               |

## Štafetový závod

### Výsledky štafetového závodu
| Muži                                                                                   | Muži                                                                                   | Muži                                                                                   | Muži                                                                                   | Muži                                                                                   | Ženy                                                                           | Ženy                                                                           | Ženy                                                                           | Ženy                                                                           | Ženy                                                                           |
| -------------------------------------------------------------------------------------- | -------------------------------------------------------------------------------------- | -------------------------------------------------------------------------------------- | -------------------------------------------------------------------------------------- | -------------------------------------------------------------------------------------- | ------------------------------------------------------------------------------ | ------------------------------------------------------------------------------ | ------------------------------------------------------------------------------ | ------------------------------------------------------------------------------ | ------------------------------------------------------------------------------ |
| - Traťové parametry : ? km, ? kontrol, ? m převýšení - Mapa: Laajavuori 1:10 000 E= 5m | - Traťové parametry : ? km, ? kontrol, ? m převýšení - Mapa: Laajavuori 1:10 000 E= 5m | - Traťové parametry : ? km, ? kontrol, ? m převýšení - Mapa: Laajavuori 1:10 000 E= 5m | - Traťové parametry : ? km, ? kontrol, ? m převýšení - Mapa: Laajavuori 1:10 000 E= 5m | - Traťové parametry : ? km, ? kontrol, ? m převýšení - Mapa: Laajavuori 1:10 000 E= 5m | - Parametry : ? km, ? kontrol, ? m převýšení - Mapa: Laajavuori 1:10 000 E= 5m | - Parametry : ? km, ? kontrol, ? m převýšení - Mapa: Laajavuori 1:10 000 E= 5m | - Parametry : ? km, ? kontrol, ? m převýšení - Mapa: Laajavuori 1:10 000 E= 5m | - Parametry : ? km, ? kontrol, ? m převýšení - Mapa: Laajavuori 1:10 000 E= 5m | - Parametry : ? km, ? kontrol, ? m převýšení - Mapa: Laajavuori 1:10 000 E= 5m |
| Umístění                                                                               | Země                                                                                   | Jméno                                                                                  | Čas                                                                                    | Ztráta                                                                                 | Umístění                                                                       | Země                                                                           | Jméno                                                                          | Čas                                                                            | Ztráta                                                                         |
|                                                                                        | Finsko                                                                                 | Aarto Hirvi Marko Pitkänen Mikko Lepo                                                  | 1:48:27                                                                                |                                                                                        |                                                                                | Švédsko                                                                        | Lena Hasselströmová Maria Sandströmová Hanna Larssonová                        | 1:33:02                                                                        |                                                                                |
|                                                                                        | Norsko                                                                                 | Knut Aalde Stein Krogstad Thormod Berg                                                 | 1:50:31                                                                                | + 0:02:04                                                                              |                                                                                | Finsko                                                                         | Riitta Korpelaová Sanna Turakainenová Johanna Tiiraová                         | 1:33:41                                                                        | + 0:00:39                                                                      |
|                                                                                        | Švédsko                                                                                | Anders Åkerman Johan Näsman Fredrik Löwegren                                           | 1:50:47                                                                                | + 0:02:20                                                                              |                                                                                | Norsko                                                                         | Hanne Staffová Miri Jørgensenová Elisabeth Ingvaldsenová                       | 1:37:43                                                                        | + 0:04:41                                                                      |
| 4                                                                                      | Polsko                                                                                 | Sławomir Woźniak Darius Mikusinski Janus Porzycz                                       | 1:51:18                                                                                | + 0:02:51                                                                              | 4                                                                              | Estonsko                                                                       | Maret Vaherová Kirti Rebaneová Kylli Kaljusová                                 | 1:43:39                                                                        | + 0:10:37                                                                      |
| 5                                                                                      | Dánsko                                                                                 | Anders Bögevik Jesper David Jensen Chris Terkelsen                                     | 1:51:39                                                                                | + 0:03:12                                                                              | 5                                                                              | Švýcarsko                                                                      | Brigitte Grünigerová Andrea Binggeliová Käthi Widlerová                        | 1:44:46                                                                        | + 0:11:44                                                                      |
| 6                                                                                      | Československo                                                                         | Aleš Drahoňovský Václav Zakouřil Pavel Horák                                           | 1:56:14                                                                                | + 0:07:47                                                                              | 6                                                                              | Československo                                                                 | Erika Pařízková Martina Horáčková Iva Navrátilová                              | 1:49:13                                                                        | + 0:16:11                                                                      |

## Česká juniorská reprezentace na MSJ
| Muži                       | Muži                       | Muži                       | Muži                       | Ženy                        | Ženy                        | Ženy                        | Ženy                        |
| -------------------------- | -------------------------- | -------------------------- | -------------------------- | --------------------------- | --------------------------- | --------------------------- | --------------------------- |
| - Umístění českých juniorů | - Umístění českých juniorů | - Umístění českých juniorů | - Umístění českých juniorů | - Umístění českých juniorek | - Umístění českých juniorek | - Umístění českých juniorek | - Umístění českých juniorek |
| Jméno                      | Middle                     | Long                       | Štafety                    | Jméno                       | Middle                      | Long                        | Štafety                     |
| Aleš Drahoňovský           | 10. místo                  | 27. místo                  | 6. místo                   | Martina Horáčková           | 12. místo                   | 46. místo                   | 6. místo                    |
| Václav Zakouřil            | 9. místo                   | 14. místo                  | 6. místo                   | Iva Navrátilová             | 13. místo                   | 11. místo                   | 6. místo                    |
| Pavel Horák                | x                          | 56. místo                  | 6. místo                   | Erika Pařízková             | x                           | 40. místo                   | 6. místo                    |
| Libor Zřídkaveselý         | x                          | 13. místo                  | x                          | Hana Doleželová             | x                           | 65. místo                   | x                           |

## Medailová klasifikace podle zemí
| Medailová klasifikace podle zemí | Medailová klasifikace podle zemí | Medailová klasifikace podle zemí | Medailová klasifikace podle zemí | Medailová klasifikace podle zemí | Medailová klasifikace podle zemí |
| Umístění                         | Země                             | Zlato                            | Stříbro                          | Bronz                            | Součet                           |
| -------------------------------- | -------------------------------- | -------------------------------- | -------------------------------- | -------------------------------- | -------------------------------- |
| 1.                               | Finsko                           | 2                                | 3                                | -                                | 5                                |
| 2.                               | Švédsko                          | 2                                | -                                | 3                                | 5                                |
| 3.                               | Polsko                           | 2                                | -                                | -                                | 2                                |
| 4.                               | Norsko                           | -                                | 2                                | 3                                | 5                                |
| 5.                               | Dánsko                           | -                                | 1                                | -                                | 1                                |